# Canton d'Olonzac
Le canton d'Olonzac est une ancienne division administrative française située dans le département de l'Hérault, dans l'arrondissement de Béziers. À la suite du redécoupage cantonal de 2014, ce canton a fusionné avec le canton de Saint-Pons-de-Thomières.

## Composition
Il était composé des treize communes suivantes :
| Nom                   | Code Insee | Intercommunalité          | Superficie (km2) | Population (dernière pop. légale) | Densité (hab./km2) |
| --------------------- | ---------- | ------------------------- | ---------------- | --------------------------------- | ------------------ |
| Olonzac (chef-lieu)   | 34189      | CC du Minervois au Caroux | 18,95            | 1 776 (2014)                      | 94                 |
| Aigne                 | 34006      | CC du Minervois au Caroux | 10,94            | 272 (2014)                        | 25                 |
| Azillanet             | 34020      | CC du Minervois au Caroux | 14,40            | 379 (2014)                        | 26                 |
| Beaufort              | 34026      | CC du Minervois au Caroux | 6,09             | 212 (2014)                        | 35                 |
| Cassagnoles           | 34054      | CC du Minervois au Caroux | 24,54            | 99 (2014)                         | 4                  |
| La Caunette           | 34059      | CC du Minervois au Caroux | 21,78            | 316 (2014)                        | 15                 |
| Cesseras              | 34075      | CC du Minervois au Caroux | 15,07            | 375 (2014)                        | 25                 |
| Félines-Minervois     | 34097      | CC du Minervois au Caroux | 29,87            | 463 (2014)                        | 16                 |
| Ferrals-les-Montagnes | 34098      | CC du Minervois au Caroux | 25,78            | 168 (2014)                        | 6,5                |
| La Livinière          | 34141      | CC du Minervois au Caroux | 31,56            | 547 (2014)                        | 17                 |
| Minerve               | 34158      | CC du Minervois au Caroux | 27,89            | 131 (2014)                        | 4,7                |
| Oupia                 | 34190      | CC du Minervois au Caroux | 9,04             | 274 (2014)                        | 30                 |
| Siran                 | 34302      | CC du Minervois au Caroux | 21,25            | 715 (2014)                        | 34                 |

## Photos du canton
|  |  |

## Représentation

### Conseillers généraux de 1833 à 2015
| Période                                  | Période          | Identité                                    | Étiquette                          | Qualité |
| ---------------------------------------- | ---------------- | ------------------------------------------- | ---------------------------------- | --- |
| 1833                                     | 1848             | Joseph Germain Sargines de Laur (1797-1852) |                                    | Propriétaire à Olonzac Propriétaire des mines de cuivre et de plomb de Masnaguine à Cassagnoles |
| 1848                                     | 1851             | François Anne Marcel Vidal                  | Droite libérale                    | Professeur, commerçant, juge de paix Propriétaire à La Livinière Député (1848-1849) |
| 1851                                     | 1855 (décès)     | Joseph Germain Sargines de Laur (1797-1855) |                                    | Propriétaire à Olonzac |
| 1856                                     | 1874             | Jean Auguste Frédéric Granel                |                                    | Juge de paix, avocat, La Livinière |
| 1874                                     | 1882 (démission) | Émile Tarbouriech                           | Républicain                        | Négociant, maire d'Olonzac Député (1881-1885) |
| 1882                                     | 1907             | Albin Bertrand                              | Rad.                               | Receveur-buraliste à Cazères (Haute-Garonne) |
| 1907                                     | 1940             | Charles Caffort                             | Défense des viticulteurs puis Rad. | Conseiller à la Cour d'appel d'Aix-en-Provence Député (1914-1919 et 1924-1932) Maire d'Olonzac (1937-1943 et 1947-1953) Membre de la Commission départementale de l'Hérault (1941-1942) Nommé conseiller départemental en 1942 |
|                                          |                  |                                             |                                    | |
| 1945                                     | 1970             | Antoine Fauré (1901-1978)                   | SFIO                               | Marchand de cycles et propriétaire-exploitant Maire d'Olonzac (1953-1971) |
| 1970                                     | 1981 (décès)     | Emile Cazenave                              | SFIO puis PS                       | Maire de Siran (1959-1981) |
| 1981                                     | 2001             | René Chabbert                               | PS                                 | Agriculteur Maire de Siran (1981-2014) |
| 2001                                     | 2015             | Gérard Marcouïre                            | DVD                                | Chef d'entreprise Maire d'Olonzac (2003-2020) Président de la Communauté de Communes du Minervois |
| Les données manquantes sont à compléter. |                  |                                             |                                    | |

### Conseillers d'arrondissement (de 1833 à 1940)
Le canton d'Olonzac avait deux conseillers d'arrondissement.
Il appartenait à l'arrondissement de Saint-Pons jusqu'à sa disparition en 1926.
| Période                                  | Période | Identité                    | Étiquette    | Qualité |
| ---------------------------------------- | ------- | --------------------------- | ------------ | --- |
| 1833                                     | 1848    | Jacques Segonne             |              | Médecin, maire d'Oupia                                                                                      |
| 1833                                     | 1848    | Frédéric Granel (1806-1874) |              | Avocat, maire de La Livinière, propriétaire du château de Gourgazaud                                        |
| 1848                                     | 1871    | Jules Delort                |              | Maire de Félines-Minervois                                                                                  |
| 1848                                     | 1861    | Vène La Martelle            |              | Maire de Siran                                                                                              |
| 1861                                     | 1871    | Joseph-Antoine Tigné        |              | Pharmacien, maire d'Olonzac                                                                                 |
| 1871                                     |         | François-Edilbert Taffanel  | Bonapartiste | Viticulteur et fabricant de chandelles à Cesseras, suppléant du juge de paix                                |
| 1871                                     |         | Victor Merle                | Monarchiste  | Maire d'Olonzac                                                                                             |
|                                          |         |                             |              | |
| 1910                                     | 1919    | Théodore-Antonin Périac     | Radical      | Maire de La Caunette                                                                                        |
| 1910                                     | 1919    | Joseph Rieussec             | Radical      | Propriétaire à Siran                                                                                        |
| 1919                                     |         | M. Lignon                   |              | |
| 1919                                     |         | M. Miquel                   |              | |
| 1922                                     |         | M. Cabannes                 |              | |
|                                          | 1940    | Émile Théron                | Radical      | Maire d'Oupia                                                                                               |
| 1928                                     | 1940    | Jules Auger                 | Radical      | Propriétaire à Félines-Minervois                                                                            |
| 1940                                     |         |                             |              | Les conseils d'arrondissement ont été suspendus par la loi du 12 octobre 1940 et n'ont jamais été réactivés |
| Les données manquantes sont à compléter. |         |                             |              | |

## Démographie
| 1962  | 1968  | 1975  | 1982  | 1990  | 1999  | 2006  | 2011  | 2012  |
| ----- | ----- | ----- | ----- | ----- | ----- | ----- | ----- | ----- |
| 6 769 | 6 273 | 5 501 | 5 168 | 4 948 | 5 118 | 5 407 | 5 636 | 5 657 |